# Christian Henrik Glass
Christian Henrik Glass (18. maj 1821 – 12. august 1893) var en dansk organist, pianist og komponist og far til pianisten og komponisten Louis Glass.
Glass blev som dreng uddannet ved Sibonis konservatorium med bl.a. J.P.E. Hartmann som lærer. Derefter var han i nogle år medlem af Det Kongelige Teaters kor som drengesopran, men i 1842 nedsatte han sig som klaverlærer. Fra 1846-1849 opholdt han sig i Århus, hvor han bl.a. var lærer i sang ved Katedralskolen. Tilbage i København genoptog han sit arbejde som klaverlærer samtidig med at han skrev og udgav en mængde klavermusik. Efter en kort periode som assisterende organist ved Christiansborg Slotskirke blev han fra 1859-1893 organist ved Reformert Kirke efter konkurrence med bl.a. komponisten Emil Hartmann. Hans søn, Louis Glass, vikarierede en del for ham i de senrere år og ansøgte om embedet efter sin fars død, men fik det ikke.
1877 oprettede C. H. Glass et konservatorium for klaverspil, der senere førtes videre af sønnen og bestod indtil 1932. Næsten al hans musik er for klaver, og en stor del er til undervisningbrug, men han har dog skrevet enkelte orkesterstykker, en sørgemarch til Frederik 7.s begravelse, nogle sange og en klavertrio.

## Musik
- op. 3 Tre Romancer uden Text (klaver)
- op. 4 Guldfisken (klaver)
- op. 5 Klaveerstykke (1853)
- op. 6 Alferne : Rondo over et Thema af L. Zinck (1848)
- op. 11Trio for Pianoforte, Violin og Violoncello
- op. 14 Alperosen (divertissement for 4 Hænder)
- op. 15 Cymbelstjernen (1861)
- op. 16 Tre Romancer (klaver)
- op. 26 Tre Characteerstykker (klaver)
- op. 30 I Elverkrat (klaver)
- op. 32 Hornpipe (1882) – en dansemelodi i 2/4-delstakt
- op. 33 Siciliano (1853)
- op. 38 Negerdands (klaver)
- op. 43 Tre melodiske klaveerstykker (klaver)
- op. 48 Drikkesang
- op. 50 17 små klaverstykker til undervisningsbrug
- op. 54 Tolv melodiske Etuder (for Viderekomne) for Pianoforte
- op. 56 Toner fra Nissernes Verden (klaver)
- op. 57 Femtonige Småstykker (1882)
- op. 58 Sextonige Småstykker (klaver)
- op. 60 Sex Börnestykker for Pianoforte

- Delfileer Marsch for Pianoforte til 4 Hænder (1853)
- 4 Melodier på 5 Toner (1861)

- Diverse Dandse for mindre Messing-Blæse-Orkester
- Frühlingslied (klaver)
- Tre melodiske Klaveerstykker
- Det er et Liv at reise (klaver)
- Assemblée-Polka for Pianoforte
- To Romancer
- Romance italienne
- Romancer og Sange (mindst 7 hæfter)
- Aftenstemning (klaver)
- Sex Dandse for Pianoforte
- Festmarsch componeret i Anledning af Kongefamiliens Hjemkomst
- Sørgemarch ved Frederik 7.s begravelse
- flere koncertouverturer
- en del mindre stykker for orkester